# Dattinia achatina
Dattinia achatina är en fjärilsart som beskrevs av Felder och Alois Friedrich Rogenhofer 1874. Dattinia achatina ingår i släktet Dattinia och familjen mott. Inga underarter finns listade i Catalogue of Life.